# Інститутська, 20/8

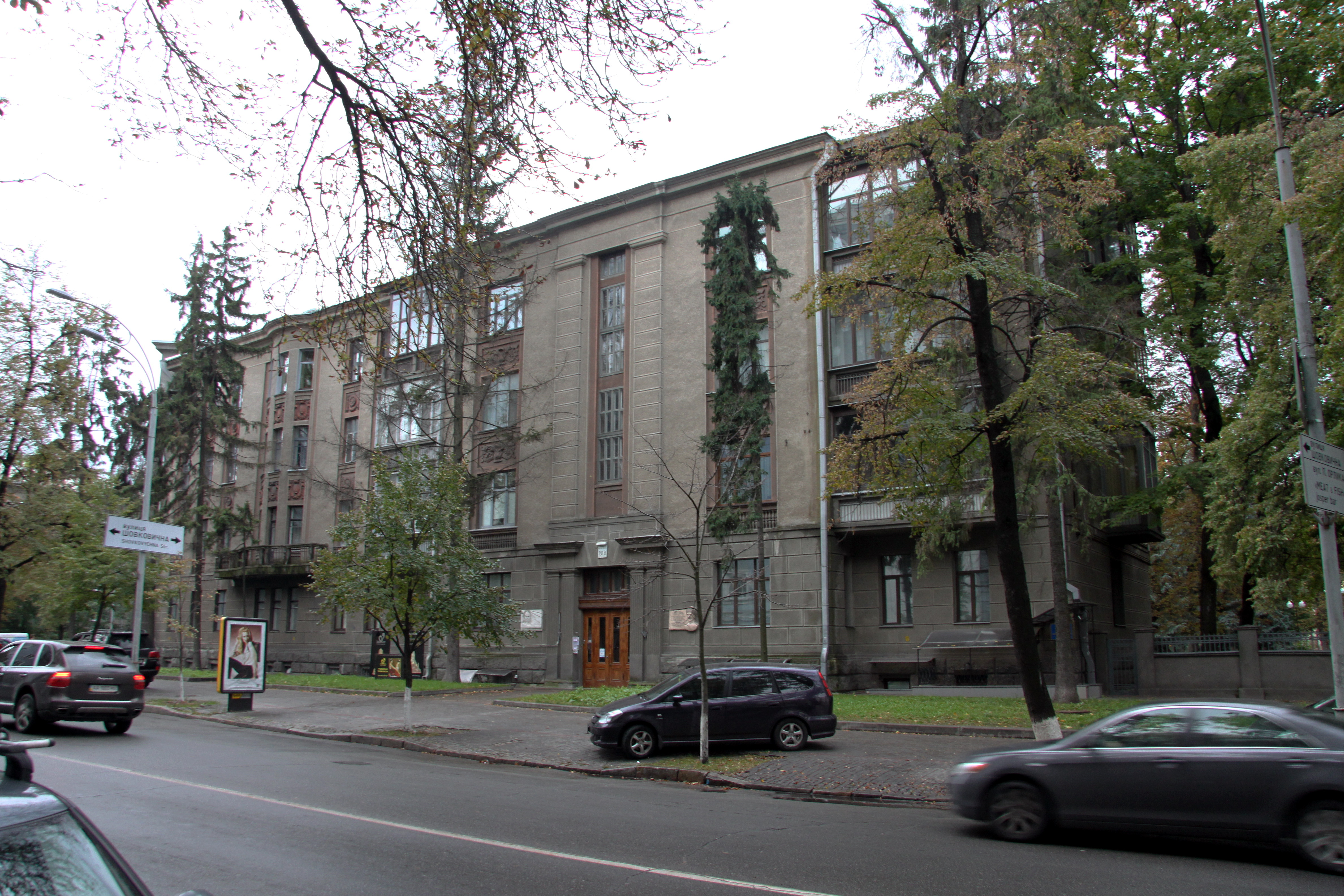

Другий житловий будинок працівників Ради народних комісарів УРСР — пам'ятка архітектури та історії місцевого значення у Печерському районі міста Києва. Охоронний номер 158. Розташований на розі вулиць Інститутської та Шовковичної. Будинок було споруджено на місці особняка, який було зруйновано 1920 року.

## Загальний опис пам'ятки
Чотириповерховий цегляний житловий будинок із льохами, який зведено протягом 1935—1937 років за проєктом архітектора Сергія Григор'єва. Архітектор спроєктував фасади будинків № 10 і 20/8 в одному стилі. Є зразком перехідної доби радянської архітектури від конструктивізму до неокласицизму. 
У дворі будинку є великий парк, який залишився ще від попереднього особняка.

## Історія

### Історія палацу генерал-губернаторів

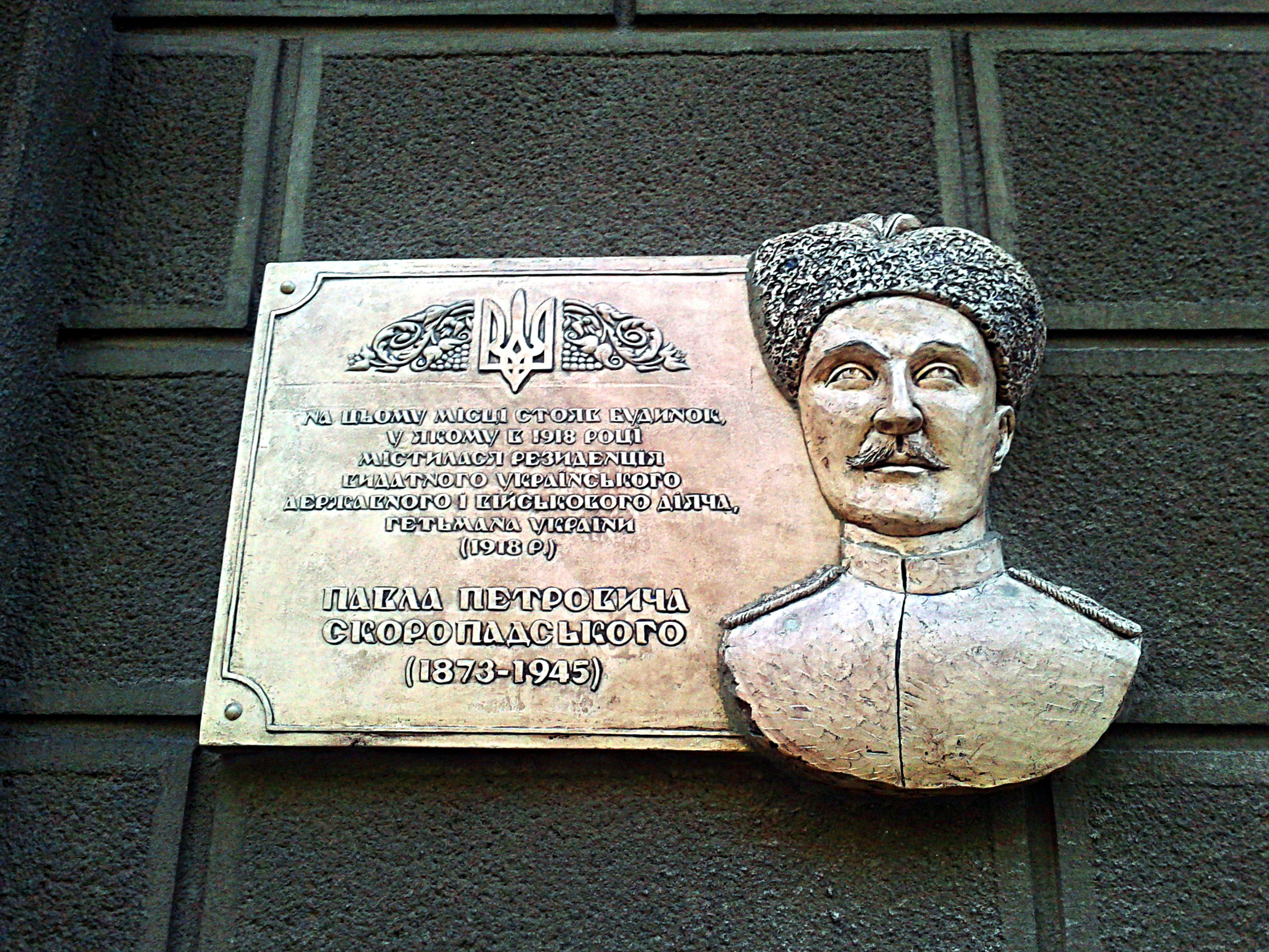
Меморіальна дошка Павлові Скоропадському

У 1830-х роках на цьому місці був великий кам'яний двоповерховий будинок, відомості про продаж якого збереглися у «Книге Киевской палаты Гражданского суда о записи купчих крепостей 1833 года». З 1833 по 1917 роки у ньому мешкали усі генерал-губернатори. Тут було розміщено Генеральний Секретаріат Української Центральної Ради, а на початку 1918 року мешкав Всеволод Голубович, голова Ради народних міністрів і міністр закордонних справ УНР. 29 квітня 1918 року, у день перевороту, сюди в'їхав гетьман Павло Скоропадський (тодішня адреса будинку була Інститутська, 40). 2011 року було прийнято рішення про встановлення меморіальної дошки Павлові Скоропадському на будинку, а виконане воно було 16 липня 2013 року (скульптор Марко Галенко). На дошці надпис:
На початку 1920 року будинок підірвала польська армія, що відступала із Києва. Знищений будинок не підлягав відбудові.

### Радянська доба
З 1937 по 1941 роки тут жив Д. С. Коротченко, державний і партійний діяч УРСР, голова Президії Верховної Ради УРСР, заступник голови Президії Верховної Ради СРСР, член Політбюро КПУ. Мешкав у п'ятикімнатній квартирі № 5 на третьому поверсі. 1974 року було встановлено меморіальну дошку із білого мармуру з барельєфним портретом діяча (робота Олександра Ковальова).
Також у будинку з 1944 по 1959 рр. мешкав Д. З. Мануїльський, український радянський комуністичний партійний діяч, секретар виконкому Комінтерну, академік АН УРСР, міністр закордонних справ УРСР (1944—1953). На згадку цього було встановлено меморіальну дошку з граніту з його бронзовим барельєфним портретом (скульптор Макар Вронський, архітектор Ісроель Шмульсон).
Протягом 1943—1960 рр. тут мешкав П. О. Козицький, український радянський композитор, музикознавець, педагог і громадський діяч. Він жив у трикімнатній квартирі № 10 на першому поверсі. 1962 року на будинку було встановлено меморіальну дошку з бронзовим барельєфним портретом композитора (скульптор Олександр Ковальов, архітектор П. Є. Захарченко).

## Галерея

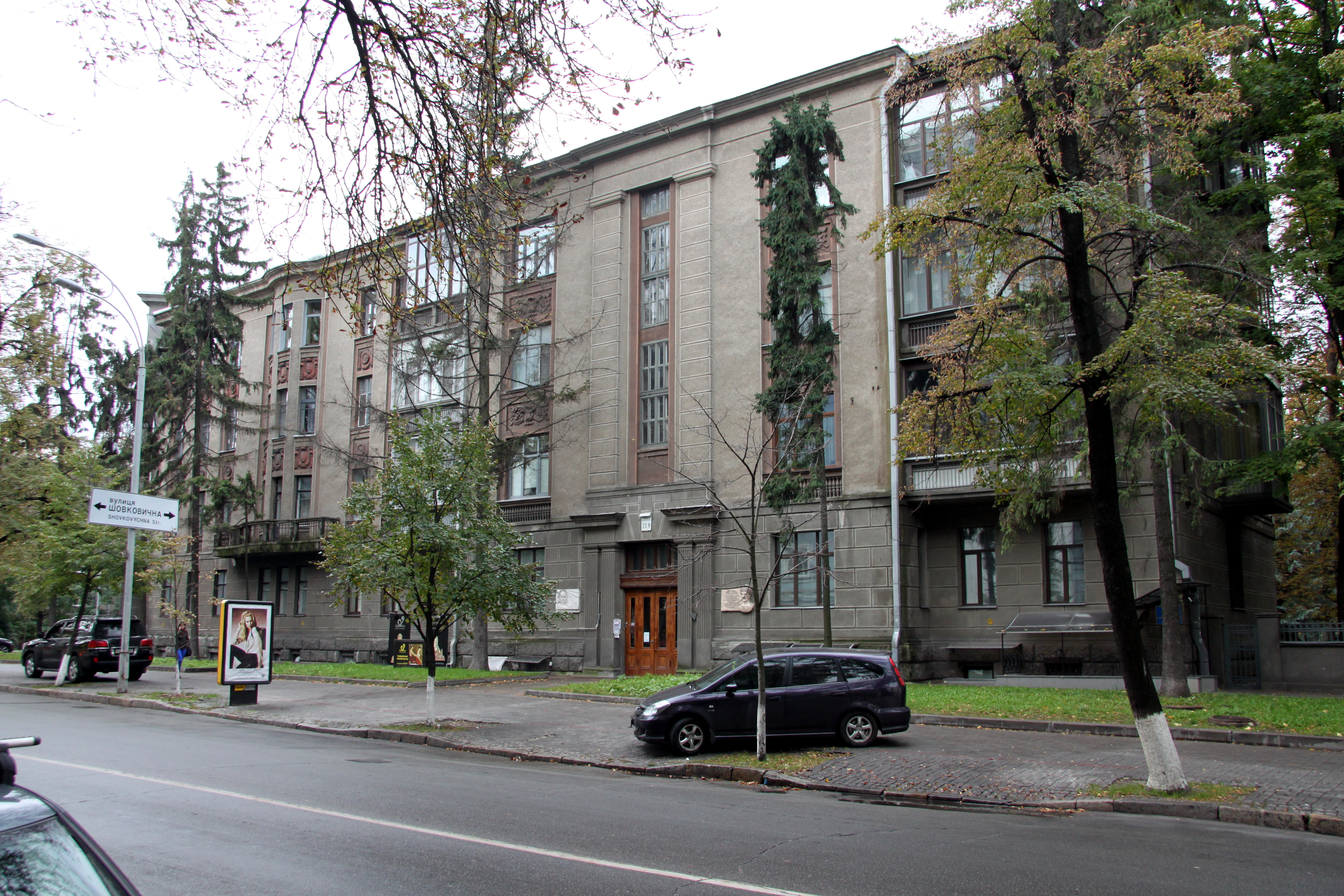
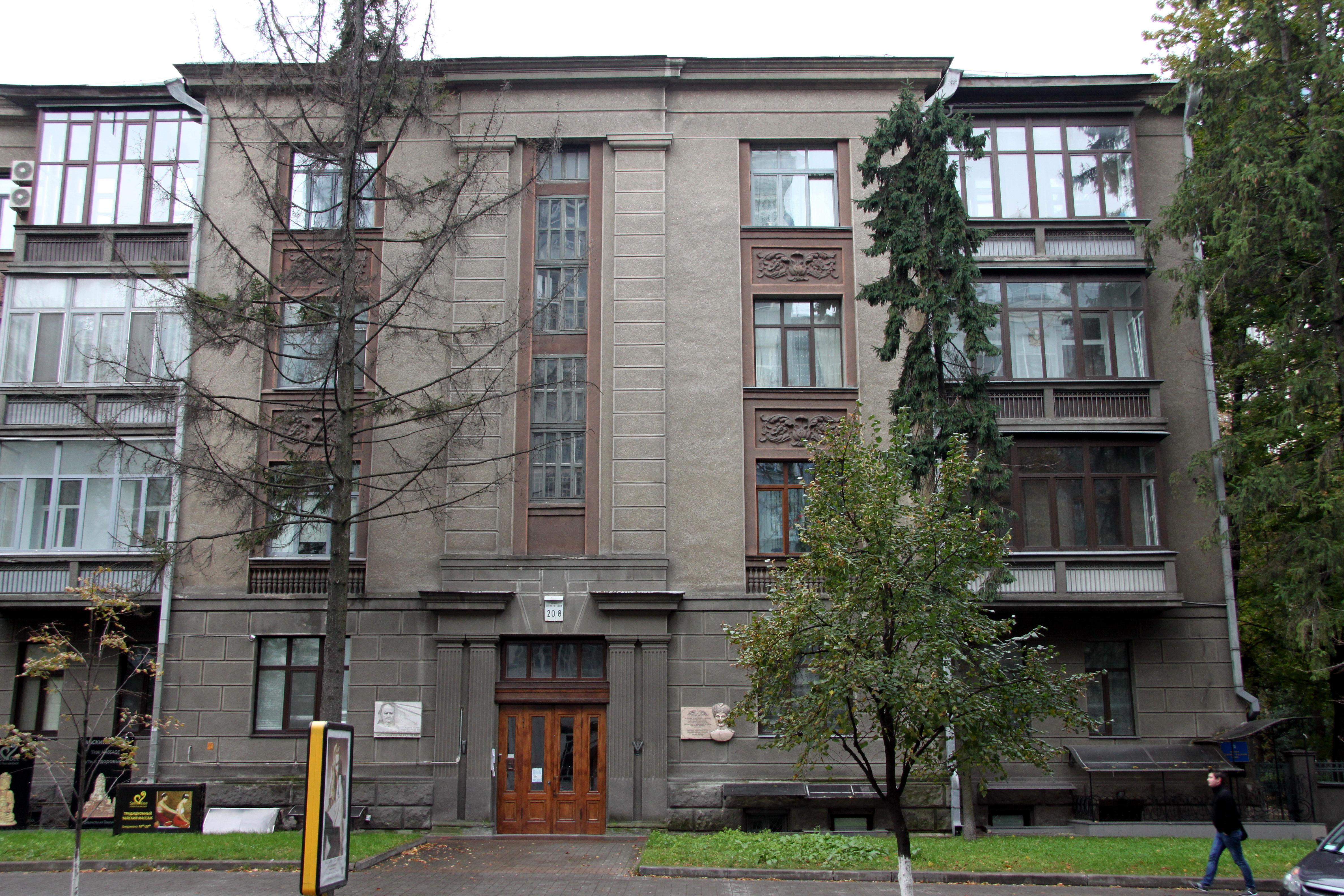
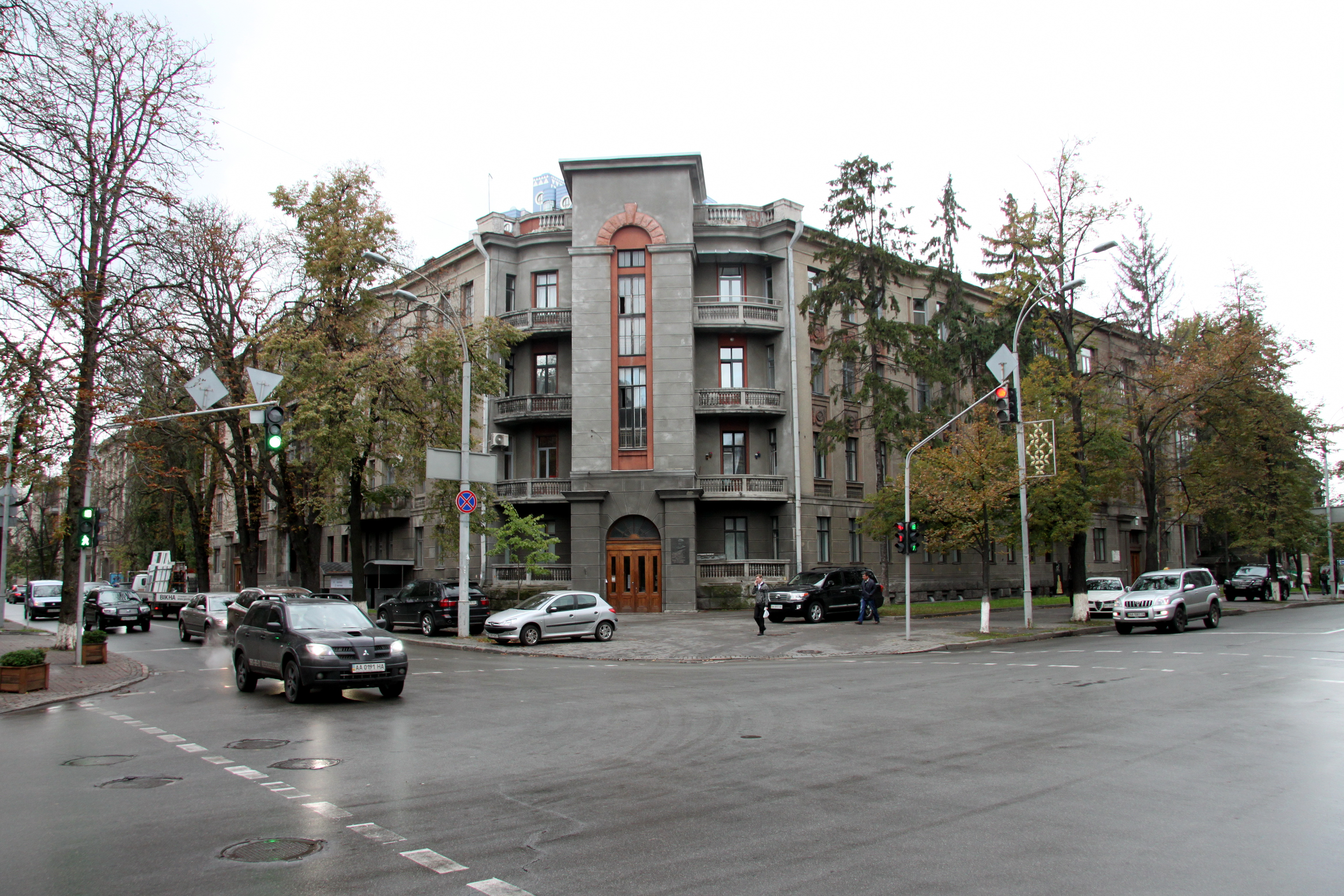
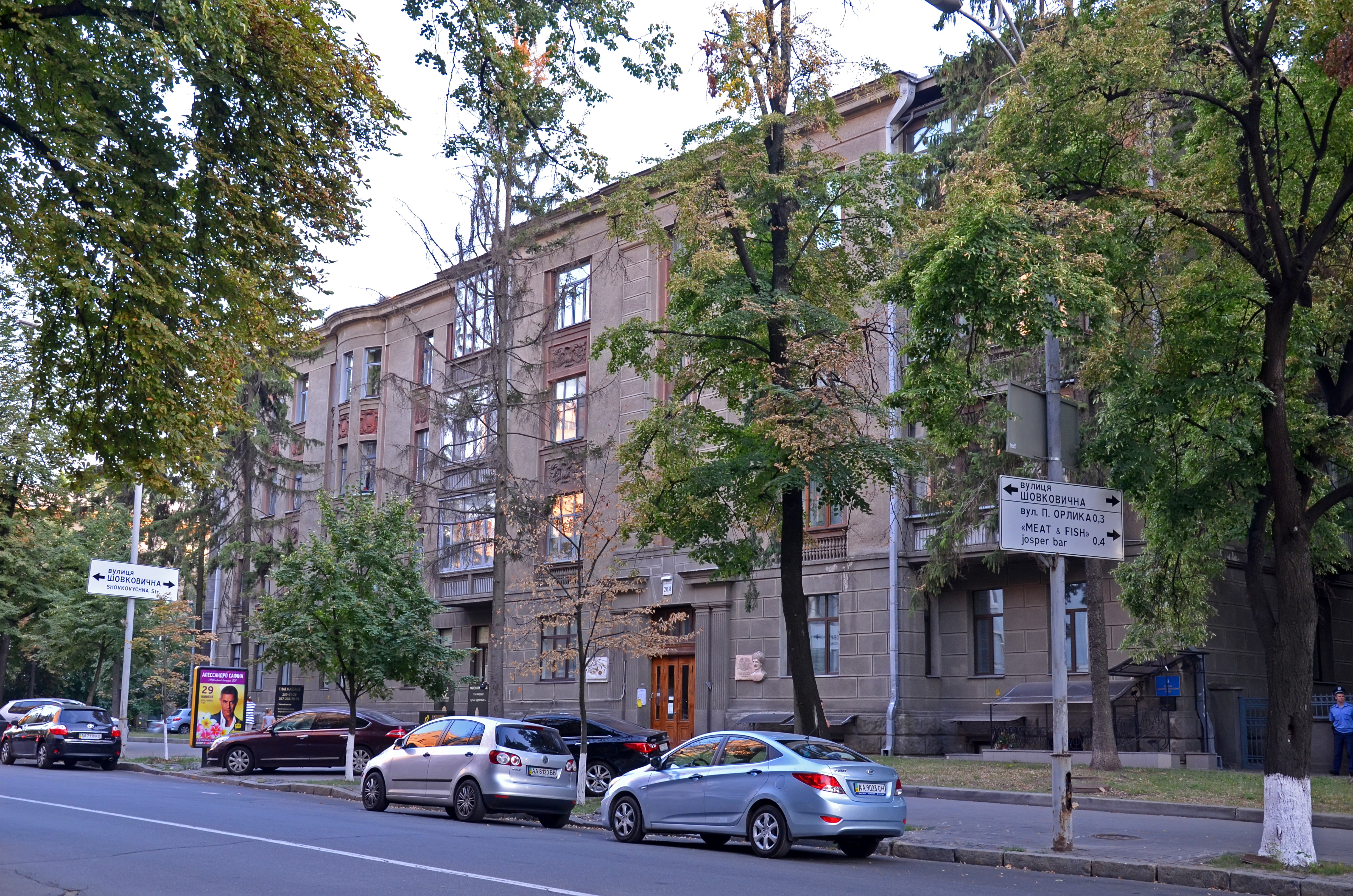
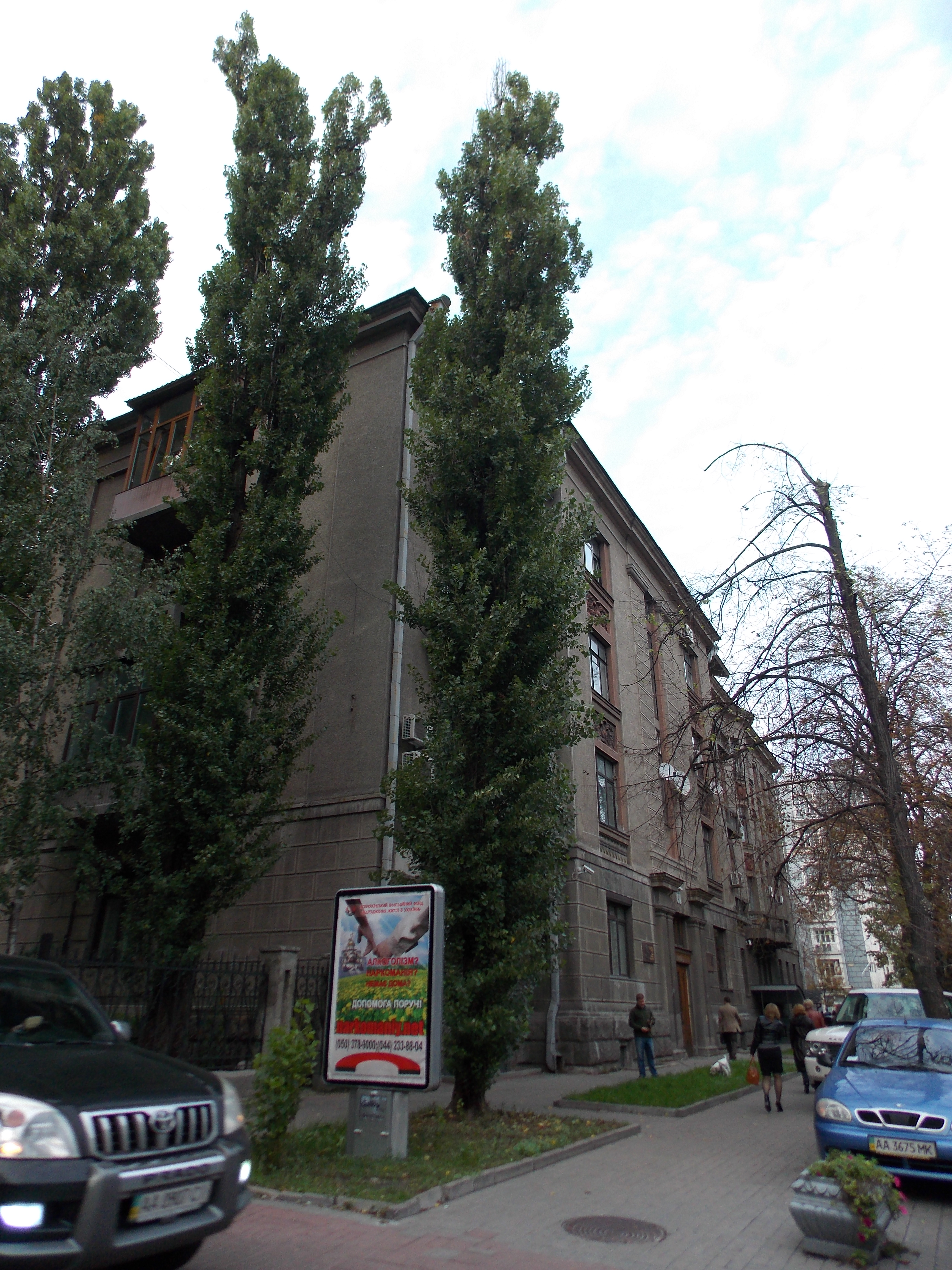
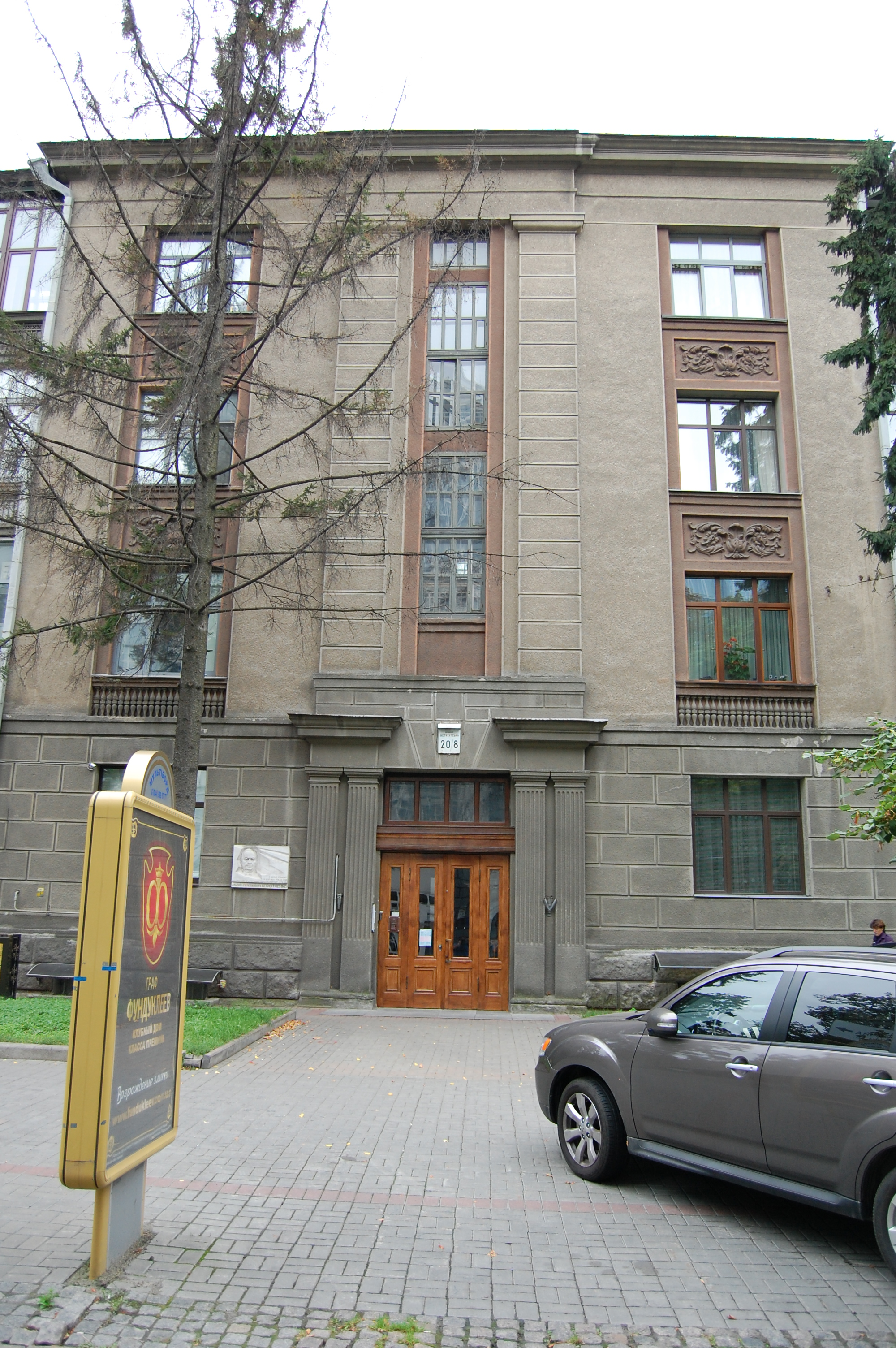
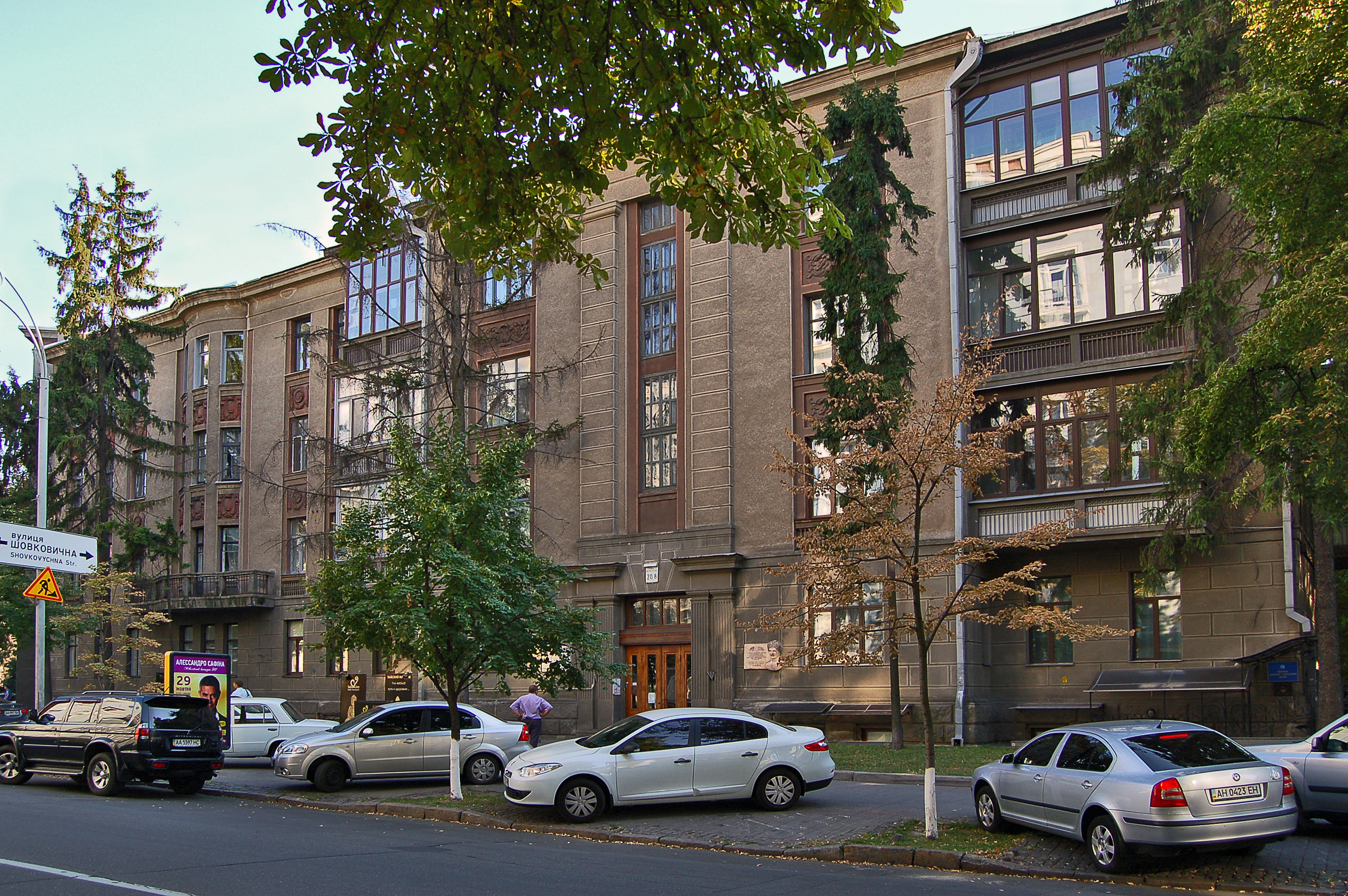
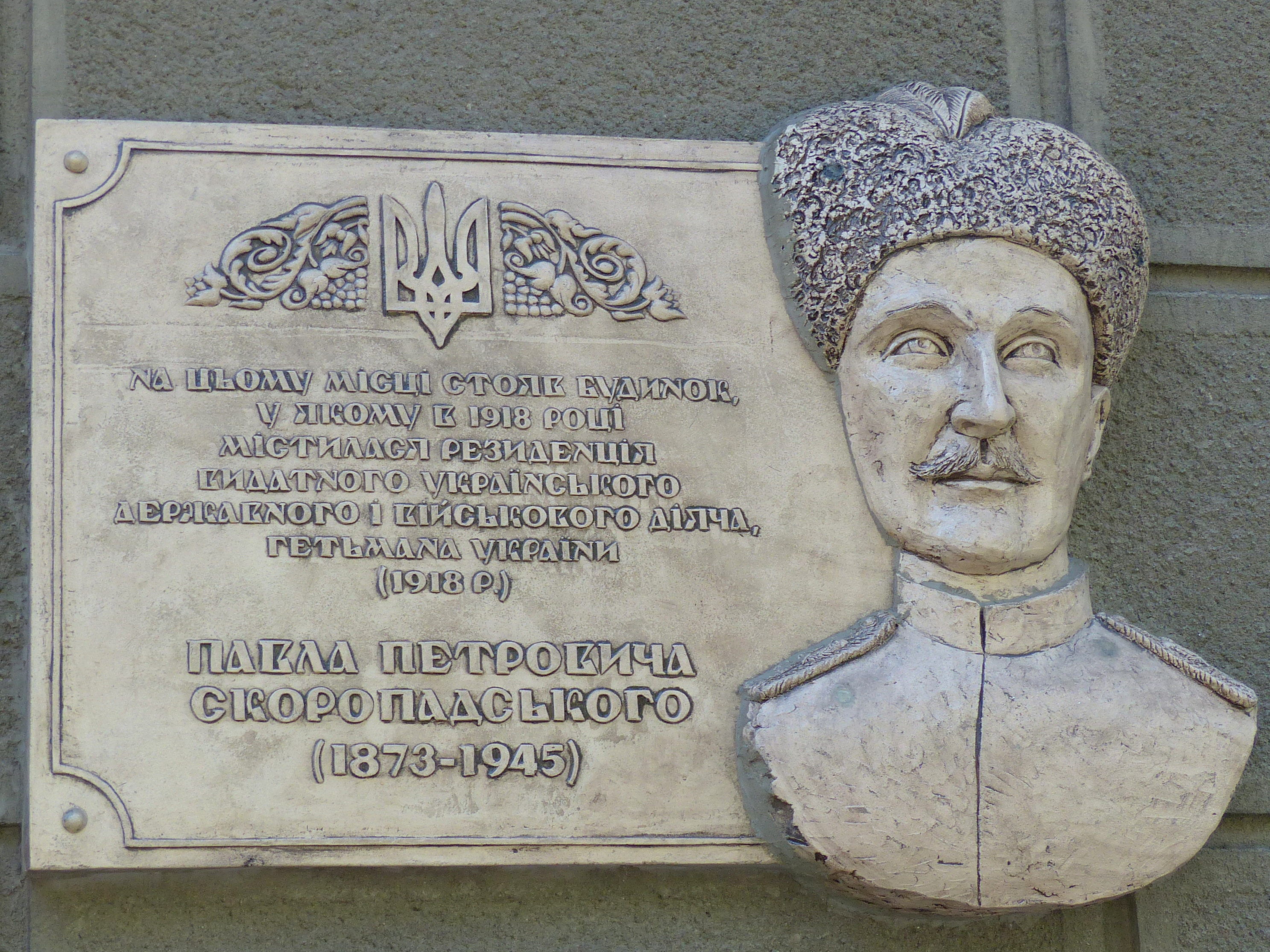
Меморіальна дошка Скоропадському